# 岩田氏
岩田氏（いわたし）は日本の氏族のひとつ。

## 概要
岩田姓は全国144位だが、埼玉県では106位、静岡県では124位を占めている。静岡県南西部に現在も磐田郡や磐田市があるが、砂礫層から成る磐田原の大地末端にあたる。イワタは岩地にゆかりがあろう。地名は常陸・上総・武蔵・美濃・尾張・紀伊・河内ほかにみえる。

## 武蔵国の岩田氏
武蔵国秩父郡岩田村（現 埼玉県）発祥は武蔵七党の一つ丹党の流れ。多比武平 - 白鳥行房 - 基政 - 岩田政広で、この七郎政広が源頼朝に仕えた。政広の弟の政成が井戸・葉栗氏の祖。政広の子孫は秩父地方に所領を持っていたが、戦国期は武田氏や小田原北条氏に仕え、滅亡後は埼玉県や群馬県に帰農している。

## 奥州の岩田氏
羽前国村山郡（現 山形県）を領した岩田氏は大江氏流の大江広元の後裔で寒河江城主大江政広が岩田三郎と称した。この系という徳川旗本岩田家があり、丸に一文字三星紋を使う。蘆名・蒲生家に仕えた会津岩田家の先祖は桓武平氏三浦流で新宮時連の五男宗連が耶麻郡岩田（現 福島県）の地名にちなんで岩田を称したのが始まりと伝えている。そのほか東国では、常陸国新治郡岩田（現 茨城県）から起り、同地岩田城主で小田氏の家臣となった岩田彦六の名がみえる。岩田城は現在の土浦市大岩田で、今も堀跡が残っている。

## 西日本の岩田氏
西日本では紀伊国西牟婁郡岩田村（現 和歌山県）の発祥が熊野別当の一族であり、同那賀郡の旧家岩田家の祖先は大江匡房の末裔で北朝に属し、更に大坂の陣のあと移住したものという。
安芸国山県郡岩田（現 広島県）、筑後国御原郡岩田（現 福岡県）に菅原姓という中世豪族岩田氏があり、山陰には名和氏族の岩田氏もある。 

## その他
近世大名の藩士では山形水野藩、加賀藩、津山藩、徳島藩、島原松平藩等に岩田氏がある。 